# Donell Jones
Donell Jones (* 22. Mai 1973 in Chicago) ist ein US-amerikanischer Rhythm-’n’-Blues-Sänger, Songwriter und Produzent. Seine bekanntesten Hits sind „U Know What's Up“, „Where I Wanna Be“ und „Knocks Me Off My Feet“.

## Biografie
Donell ist der Sohn eines Pastors und wuchs in Chicago auf. 1996 unterschrieb er einen Vertrag mit LaFace Records und veröffentlichte sein Debüt-Album My Heart.
1999 etablierte er sich als R&B-Star mit seinem zweiten Album Where I Wanna Be, mit Hits wie U Know What's Up und Shorty Got Her Eyes on Me. U Know What's Up (feat. Left Eye) ist bisher Jones’ erfolgreichste Single. Das Lied schaffte es auf Platz 1 der Hot R&B/Hip-Hop Songs der Billboard-Charts, in den Billboard Hot 100 stieg das Lied bis auf Platz 7.
Im Jahr 2002 brachte er sein drittes mit Gold ausgezeichnetes Album Life Goes On auf dem Markt, dieses beinhaltete Lieder wie You Know That I Love You und Put Me Down.
Vier Jahre später, im Jahre 2006 produzierte er sein viertes Album Journey of a Gemini, das allerdings nur mäßigen Erfolg hatte.
Jones ist nicht verheiratet und hat vier Kinder mit seiner ehemaligen Lebensgefährtin.

## Diskografie
- My Heart (1996)
- Where I Wanna Be (1999)
- Life Goes On (2002)
- Journey of a Gemini (2006)
- The Lost Files (2009)
- Lyrics (2010)
- Forever (2013)